# Poikkijärvi (sjö i Kajanaland)
Poikkijärvi är en sjö i Finland. Den ligger i kommunen Ristijärvi i landskapet Kajanaland, i den centrala delen av landet, 500 km norr om huvudstaden Helsingfors. Poikkijärvi ligger 182,2 meter över havet. Den är 16,5 meter djup. Arean är 63,6 hektar och strandlinjen är 4,95 kilometer lång. Sjön  ingår i Uleälvens huvudavrinningsområde. 